# Záchranná stanice pro živočichy Vlašim
Záchranná stanice pro živočichy ve Vlašimi byla založena roku 1994 občanským sdružením Český svaz ochránců přírody Vlašim. Jejím posláním je péče o zraněné a jinak postižené volně žijící živočichy s cílem jejich vyléčení a navrácení zpět do volné přírody. Kromě toho se věnuje také odchovu opuštěných mláďat, transferům zvířat z míst jejich ohrožení, zabezpečuje ochranu obojživelníků v průběhu jejich jarního tahu a mimo jiné zajišťuje také osvětovou a výchovnou činnost.

## Základní organizační údaje
- zřizuje ji Český svaz ochránců přírody Vlašim
- je členem Národní sítě stanic pro handicapované živočichy
- její provoz je financován především ze sponzorských darů a sbírky Zvíře v nouzi
- působí na území osmi obcí s rozšířenou působností: Benešov, Čáslav, Humpolec, Kutná Hora, Pacov, Pelhřimov, Říčany, Vlašim
- ročně přijme 600-700 zraněných volně žijících živočichů
- kromě záchrany zvířat poskytuje také rozsáhlé ekoporadenství
- má dvě oddělené části, léčebnou (u obce Pavlovice[1]) a expoziční (paraZOO, v centru Vlašimi)
- nabízí dobrovolnické a školní praxe

## Expoziční část - paraZOO
Expoziční část stanice je přístupná veřejnosti a slouží nejen k odpočinku, ale především také k osvětě a ekovýchově. Je umístěna v zahradě Podblanického ekocentra v centru Vlašimi, která je koncipována jako návštěvnický okruh vedoucí kolem expozic se zvířaty ČR, jejichž návrat do přírody není možný vzhledem k trvalým následkům utrpěných zranění (vydra říční, rys, krkavcovití ptáci, dravci, sovy, čápi, a další). Zahrada je dále obohacena o výstavu ptačích budek, domečků pro hmyz, nástrah číhajících na živočichy v přírodě s radami jak zraňování volně žijících zvířat lze předcházet a dalšími výchovnými prvky. 
Expoziční část prošla v roce 2011 rozsáhlou rekonstrukcí a získala status ZOO.

## Léčebná část
Léčebná část Stanice je vyjma dnů otevřených dveří veřejnosti nepřístupná a slouží výhradně k léčení a rehabilitaci zvířecích pacientů. Její areál se nachází na téměř 4 ha pozemku 4 km od Vlašimi poblíž výpadovky na dálnici D1 a byla vystavěna v roce 2011 za finanční podpory Operačního programu ministerstva Životního prostředí, Středočeského kraje, městem Vlašimí a společností Lesy ČR s.p. Jedná se o moderní „nemocnici“ pro zvířecí pacienty s veterinární ordinací, léčebnými a rozletovými voliérami, výběhy pro kopytníky, karanténou a s potřebným administrativním a provozním zázemím.

## Veterinární ordinace
Veterinární ordinace je součástí léčebného areálu stanice a slouží nejen k léčení pacientů stanice, ale i pro domácí zvířata. Působí zde veterinární lékařka, která je specialistkou na ptáky (papoušky, exotické ptactvo, dravce apod.), ale ošetřuje také psy, kočky, a jiná domácí či exotická zvířata. 

## Galerie

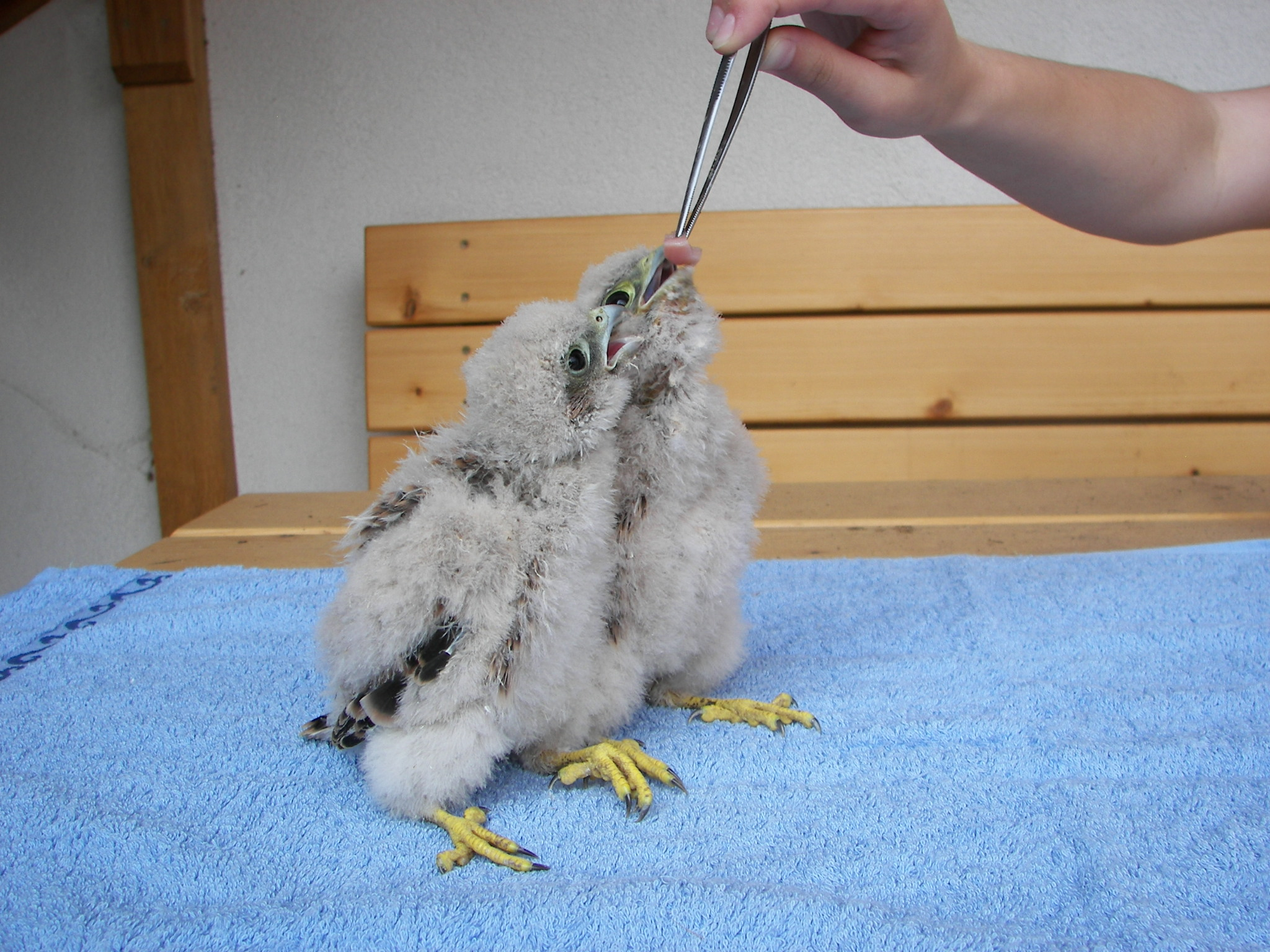
Dokrmování mláďat poštolek obecných
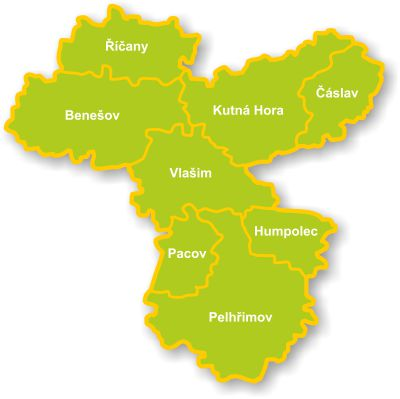
Mapa působnosti Záchranné stanice Vlašim